# Nougat
 (janvier 2023).
Le nougat (prononcé en français : /nu.ɡa/) est une confiserie à base de blanc d'œuf, de miel et d'amande.
Le nougat est une confiserie typique des pays du bassin méditerranéen. Il peut être blanc (avec blanc d'œuf monté en neige) ou noir (sans blanc d'œuf). Il contient du miel ou du sucre, des fruits à coque ou des fruits secs, entiers, cassés ou moulus (amandes, pistaches, noix, etc.) et des parfums. Sa pâte, allant de molle à dure, est généralement posée entre deux feuilles de pain azyme.
Dans l'agroalimentaire, le nougatier est le professionnel qui élabore du nougat pour le commercialiser.

## Histoire

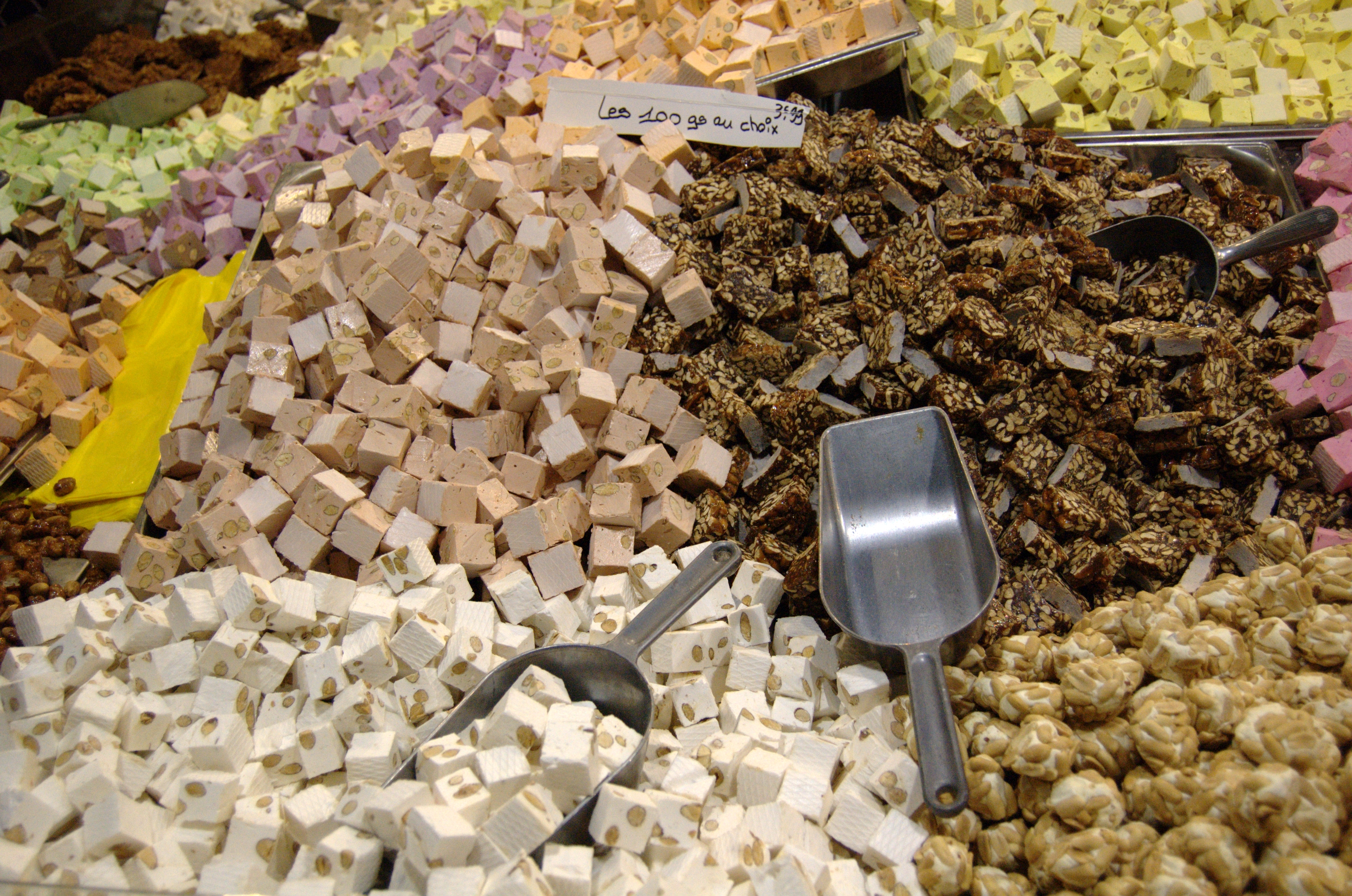
Étal présentant différentes sortes de nougats

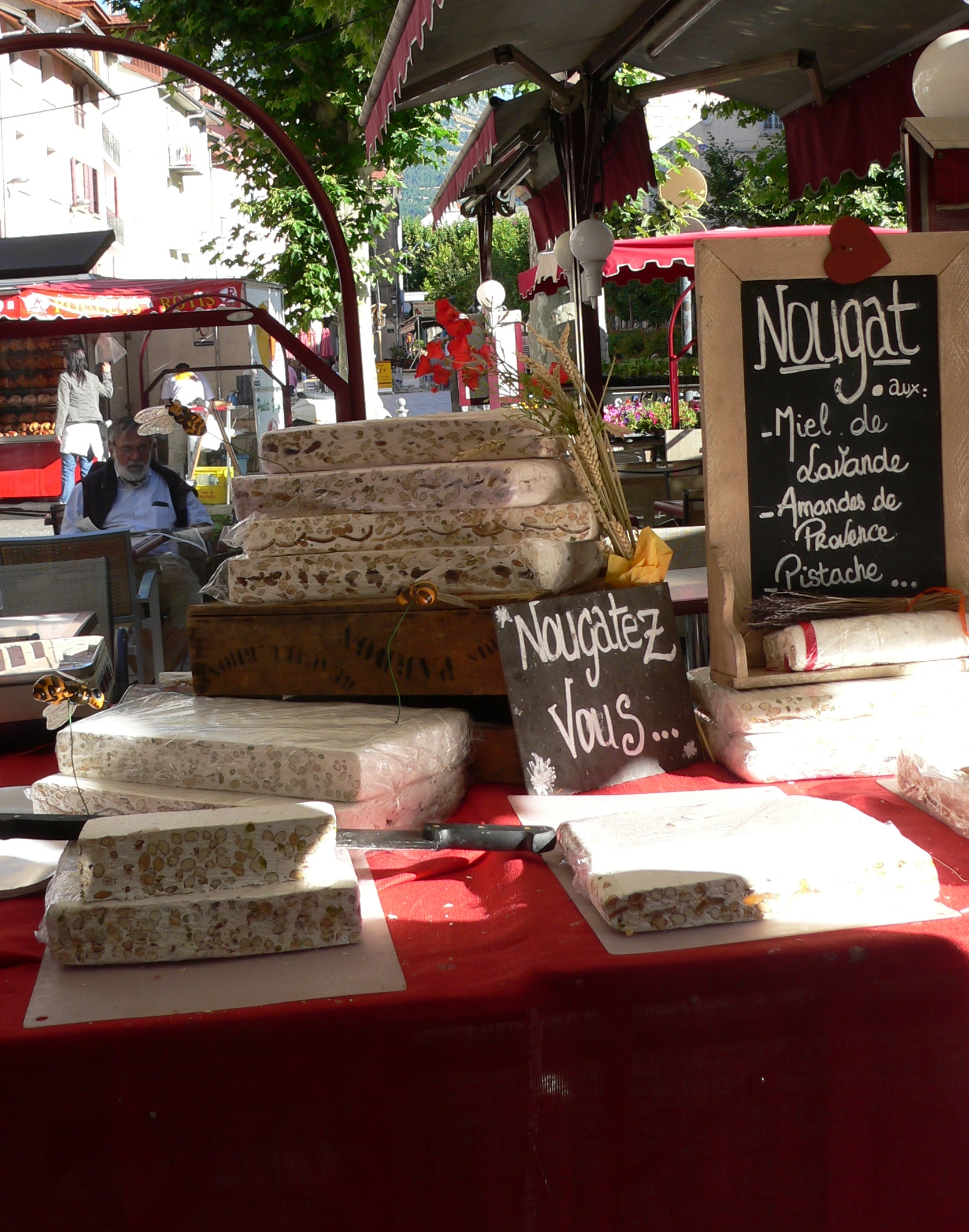
Nougatier à un marché de Gap.

Son nom, sa forme et son élaboration sont différents d'un pays à l'autre. En France, il s'appelle nougat, nougat de Montélimar ou de Provence, mais aussi touron catalan. En Espagne, il s'appelle turrón de Xixona ou d'Alicante, mais aussi d'Agramunt. Il est le plus diversifié en Italie : torrone, copeta, mandorlato ou cubbaita. Il s'appelle jabane au Maroc, jawzia en Algérie, qubbajt à Malte, mandolato en Grèce, gaz en Iran, etc.
De nombreuses légendes circulent à propos des origines du nougat. En réalité, les premières recettes de nougat blanc proviennent d'un livre arabe de Bagdad du Xe siècle. Le nougat s'appelle alors nātif. L'une de ces recettes indique que le nātif est originaire d'Harran, une ville située entre Urfa au sud de la Turquie actuelle et Alep en Syrie actuelle. On trouve une seconde mention de ce nātif dans un triangle entre Urfa, Alep et Bagdad : à la fin du Xe siècle, le voyageur et géographe Mohammed Abul-Kassem ibn Hawqal dit avoir mangé du nātif à Manbij, ainsi qu'à Boukhara, en Ouzbékistan.
On suit la trace du nougat, sous différents noms, en consultant les livres de cuisine qui ont été écrits entre le Xe et le XVIe siècle : XIe siècle à Bagdad, XIIIe siècle à Alep et dans al-Andalus (Andalousie), XIVe siècle au Caire et en Catalogne où il s'appelle torron. Le touron est un héritage des nougats andalous appelés ma'qud ou qubbayt. Le qubbayt est à l'origine des nougats italiens appelés cubbaita ou copeta. Quant au torrone italien, il est l'héritier du turrón catalan : l'Italie du sud a été possession du royaume d'Aragon pendant plusieurs siècles.
En Catalogne, au XVe siècle, on trouve une recette de nougat noir aux pignons appelé pinyonat et le nogat est déjà cité. Dans la région d'Alicante au sud-est de l'Espagne, on trouve depuis le  XIe siècle des indices du turrón de Xixona ou d'Alicante, les plus connus. En France, les amandiers sont cultivés en Provence depuis au moins le début du XIVe siècle, contrairement au mythe selon lequel Olivier de Serres les aurait introduits. Une confiserie appelée pinhonat, voisine du pinyonat catalan est commercialisée à Montauban au XIVe siècle. En 1555, Nostradamus propose, dans son livre des confitures, une recette de nougat blanc aux amandes appelé pignolat. Cette recette, reprise par Olivier de Serres et Lancelot de Casteau, est présentée par Nostradamus comme originaire d'Italie.
Le mot nogat apparaît en français en 1595 dans un livre de pharmacie et en 1607 dans un livre de diététique, Le Thresor de santé, tous deux publiés à Lyon. Il y est précisé que nogats et torrons sont confectionnés exclusivement en Provence et Languedoc. Le nougat s'orthographie nogat jusqu'au début du XIXe siècle, de sa forme originelle en occitan, dérivation de noga signifiant "noix".
Le nougat de Provence, y inclus celui de Montélimar, est l'héritier des nougats arabe, catalan et italien. Le nougat de Montélimar est attesté depuis 1701. La tradition des treize desserts de Noël en Provence est attestée depuis le XVIIe siècle et le nougat y est présent avant la fin du XVIIe siècle.
Le nom allemand du nougat est türkischer Honig (« miel turc ») ; le mot allemand nougat désigne plutôt une sorte de praliné proche de la gianduja italienne.

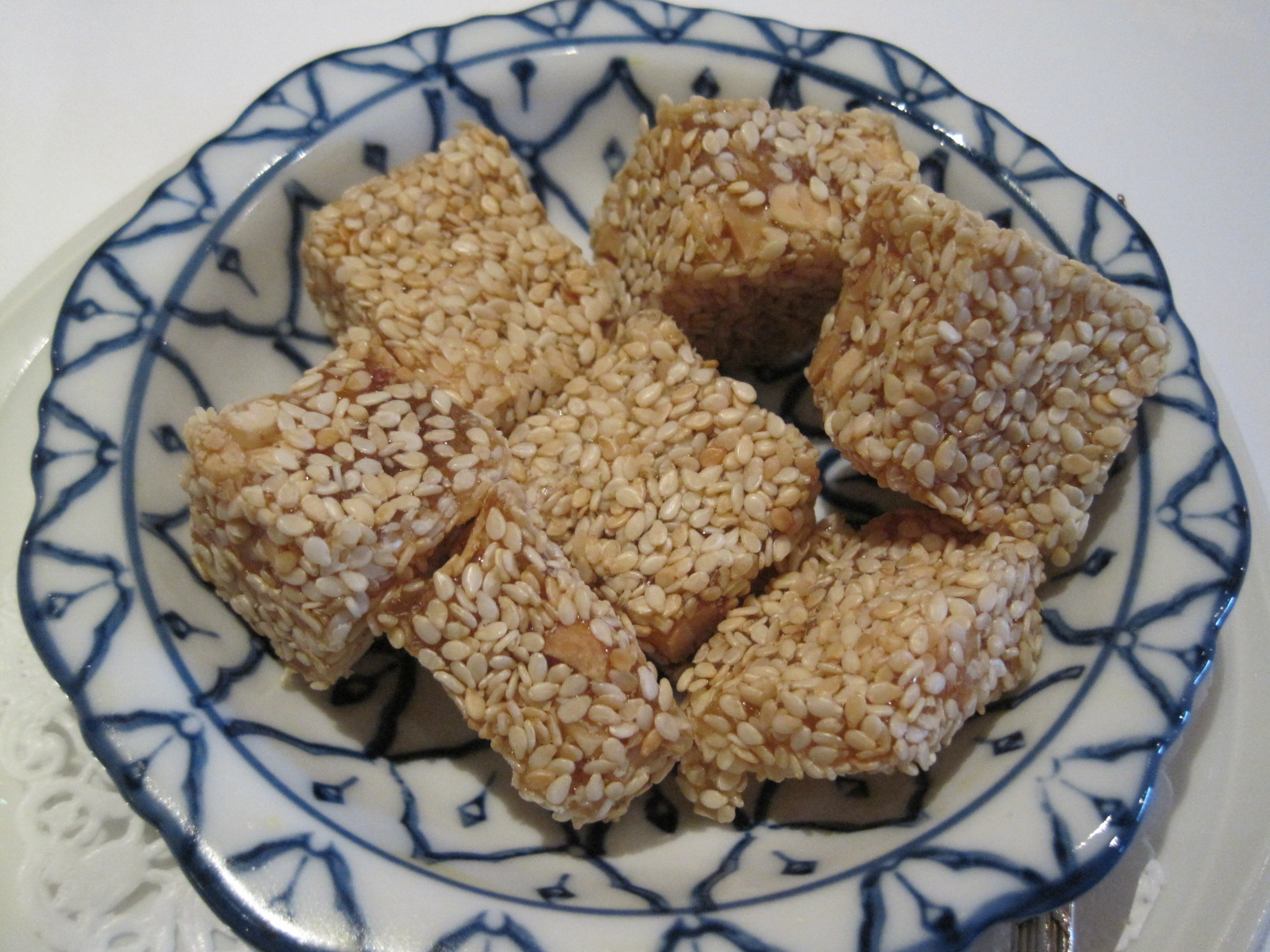
Nougat chinois.
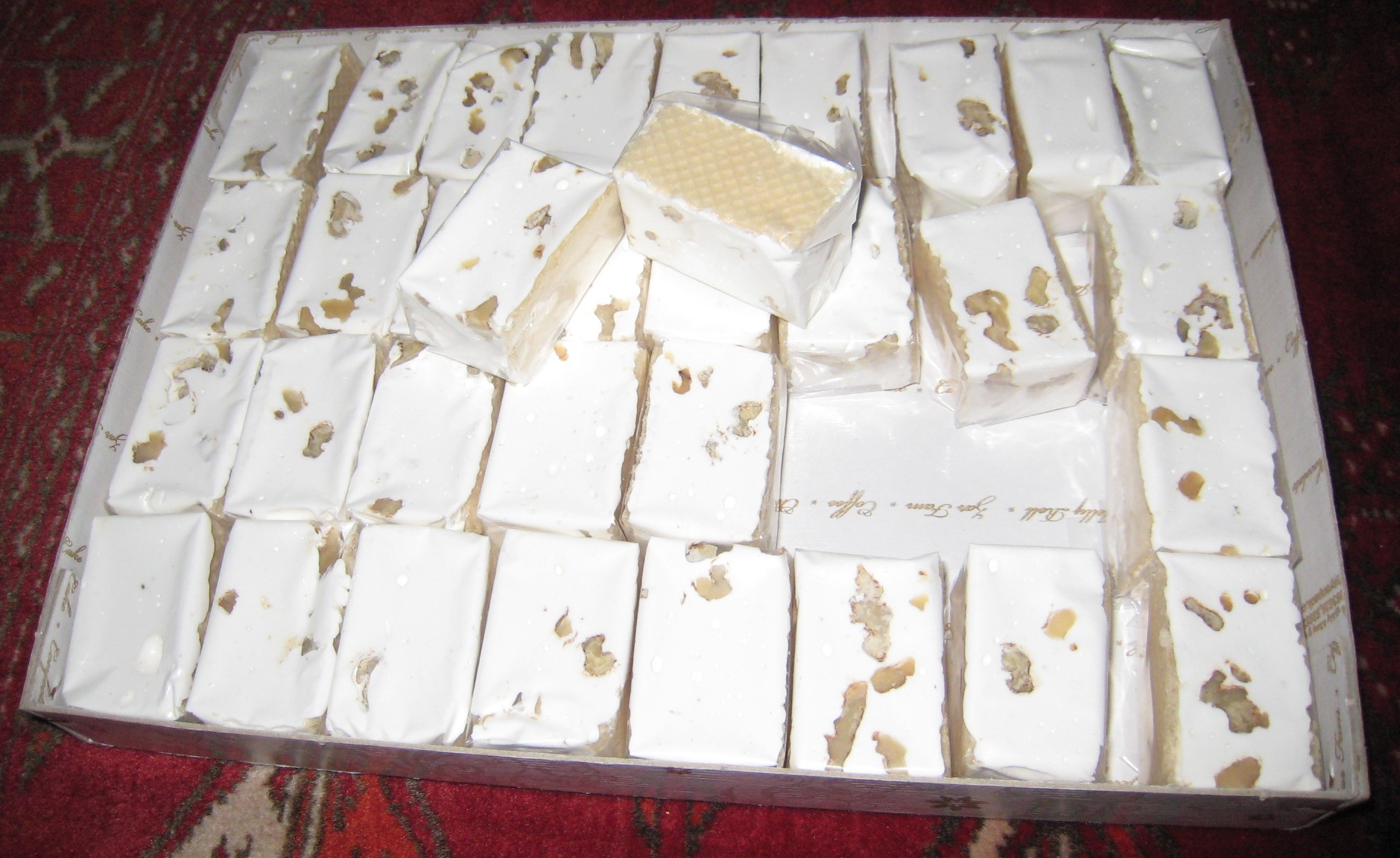
Nougat de Tabriz.
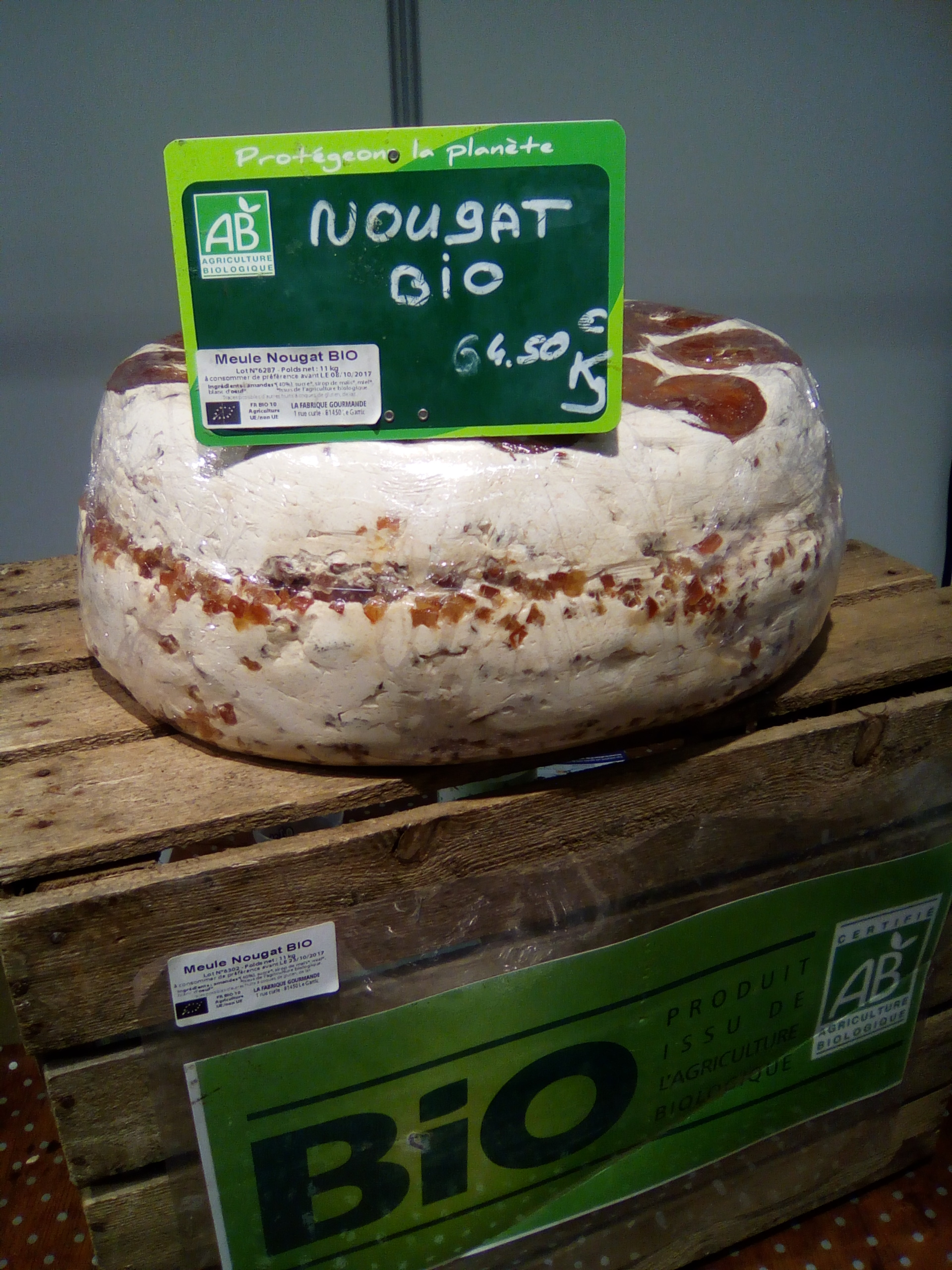
Nougat biologique.

## Fabrication

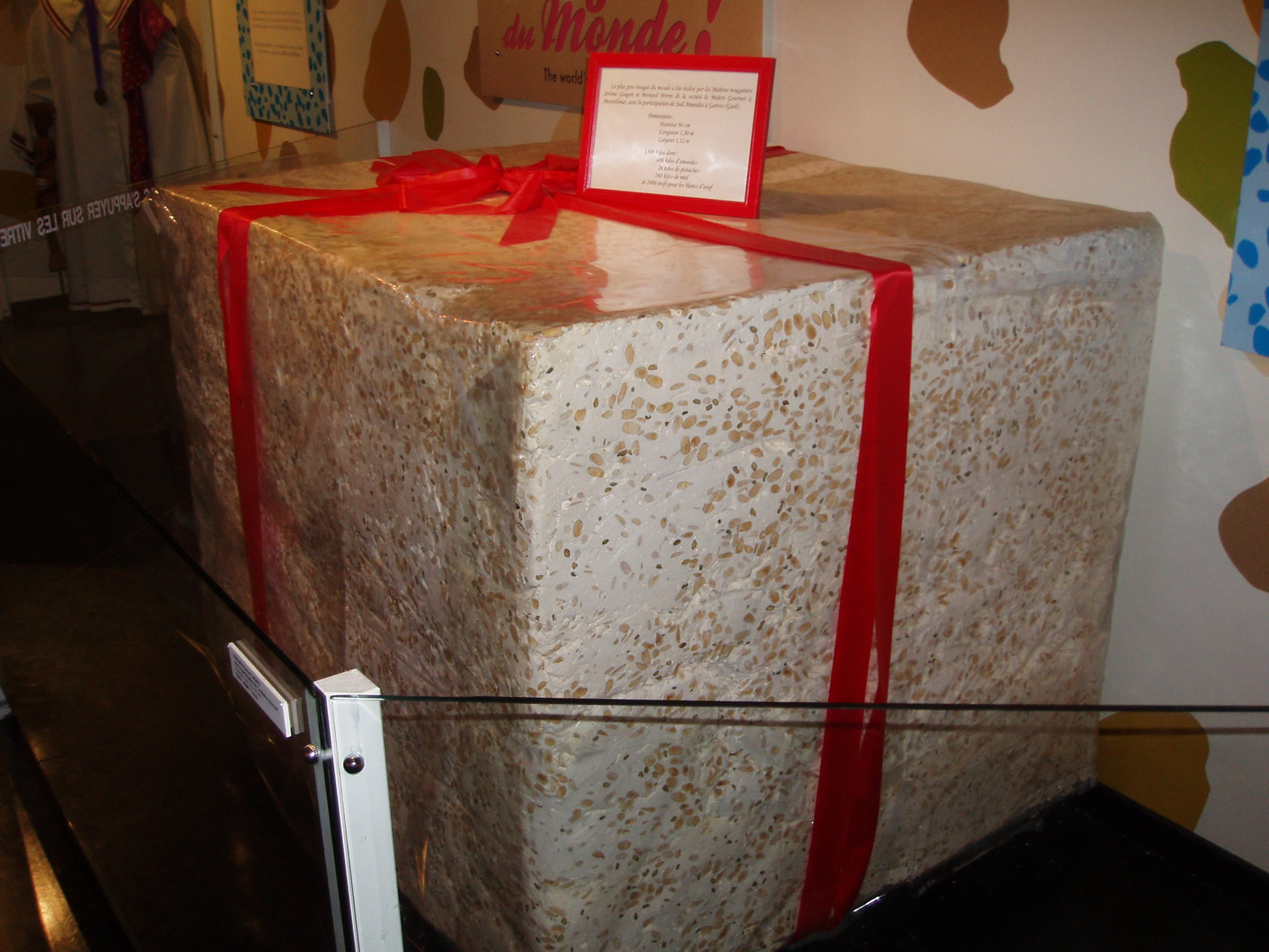
Le plus gros nougat du monde.

Les ingrédients suivants entrent généralement dans la composition du nougat : amandes torréfiées, pistaches, blancs d'œufs, sucre, glucose et miel.
Miel et sucre sont fondus et cuits au bain-marie dans les chaudrons en cuivre avec addition des blancs d'œufs montés en neige. Ce mélange est ensuite stabilisé par l'incorporation de sucre préalablement porté à haute température, stabilisation qui donnera, après cuisson définitive, cet aspect de pâte levée caractérisant le nougat. L'incorporation des amandes et des pistaches grillées se fait en fin de cuisson.

Un dernier malaxage donne à la masse un maximum d'homogénéité. La pâte est ensuite coulée dans les moules tapissés de papier azyme (ou papier d'hostie). Après démoulage, diverses opérations de sciage donnent au nougat ses formes définitives (blocs, barres, dominos…)

## Nougat de Montélimar
La mention « nougat de Montélimar » est réservée à des produits contenant au minimum 30 % d'amandes – ou 28 % d'amandes et 2 % de pistaches – et 19 % de miel.
La fabrication est soit industrielle, en cuisson sous vide, soit traditionnelle.

## Autres régions
Même si le nougat de Montélimar reste le plus connu, il existe bien d'autres lieux de fabrication de nougat, dans des communes de Vaucluse, comme Sault (nougat de Sault) et Saint-Didier, du Var, comme Signes et Ollioules, des Bouches-du-Rhône, comme Allauch, de l'Ardèche méridionale, comme Vogüé et Vallon-Pont d'Arc ou du Nord comme La Madeleine,.
Il existe aussi en Touraine le nougat de Tours dont la recette n’est pas celle d’un nougat traditionnel mais comprend une base de pâte sucrée, des fruits secs et une macaronade (blancs d’œufs en neige avec poudre d’amande et sucre glace).

### Produits dérivés
Diverses variétés sont apparues au fil des années : nougat tendre et dur, nougat au chocolat, à la noix de coco, parfumé à la lavande ou à la rose, pâte à tartiner, liqueur de nougat (qui n’est plus fabriquée depuis 1990), préparation pour pâtisseries, nougat liquide, etc.

## Traditions
Le nougat blanc et le nougat noir, considérés comme deux desserts différents, font partie des treize desserts de la tradition méridionale de Noël.
Au réveillon de Noël, la traditionnelle bûche à la crème au beurre est de plus en plus souvent remplacée par un entremets au nougat ou un nougat glacé, jugés plus léger.

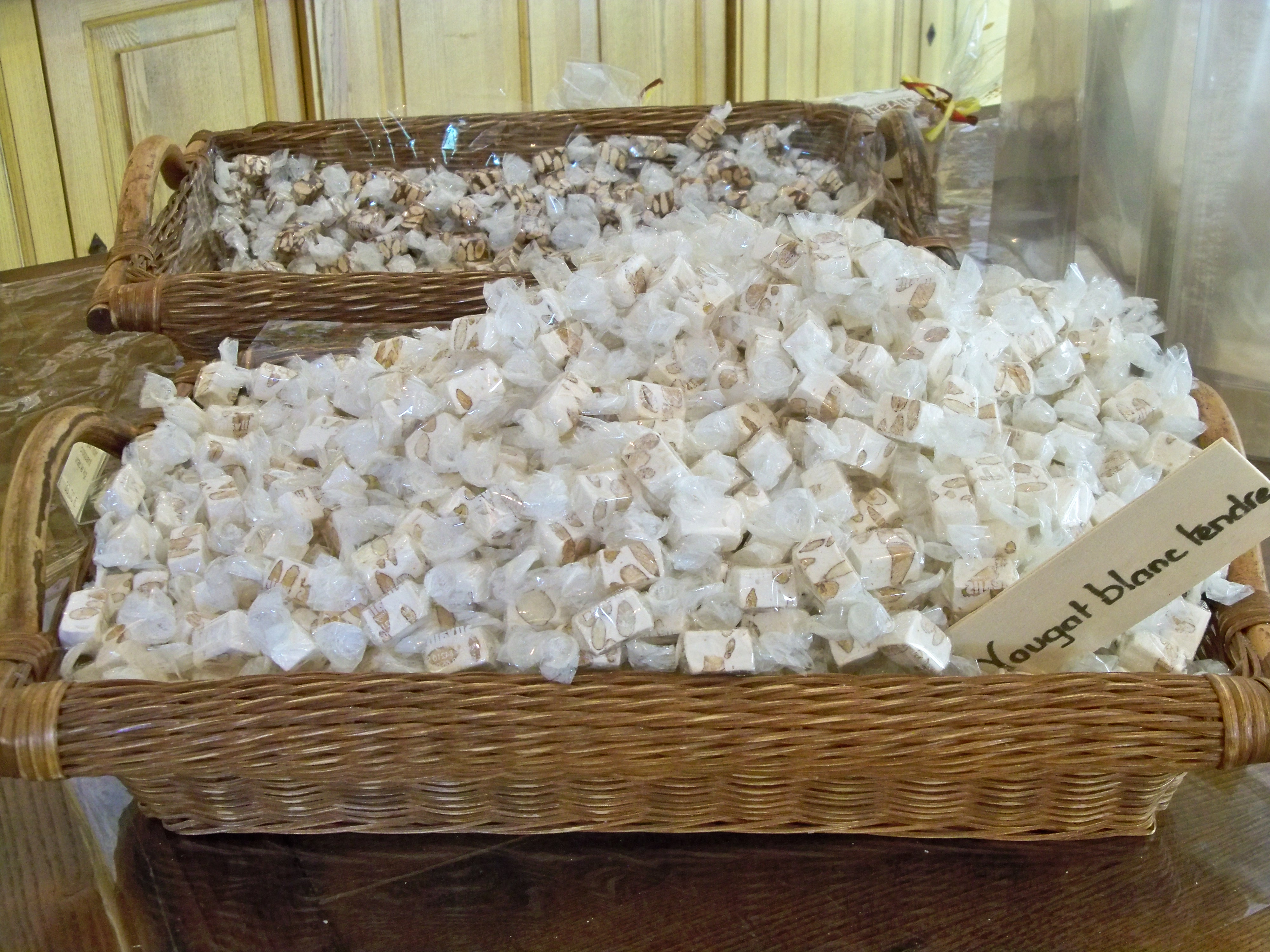
Nougat blanc de Provence
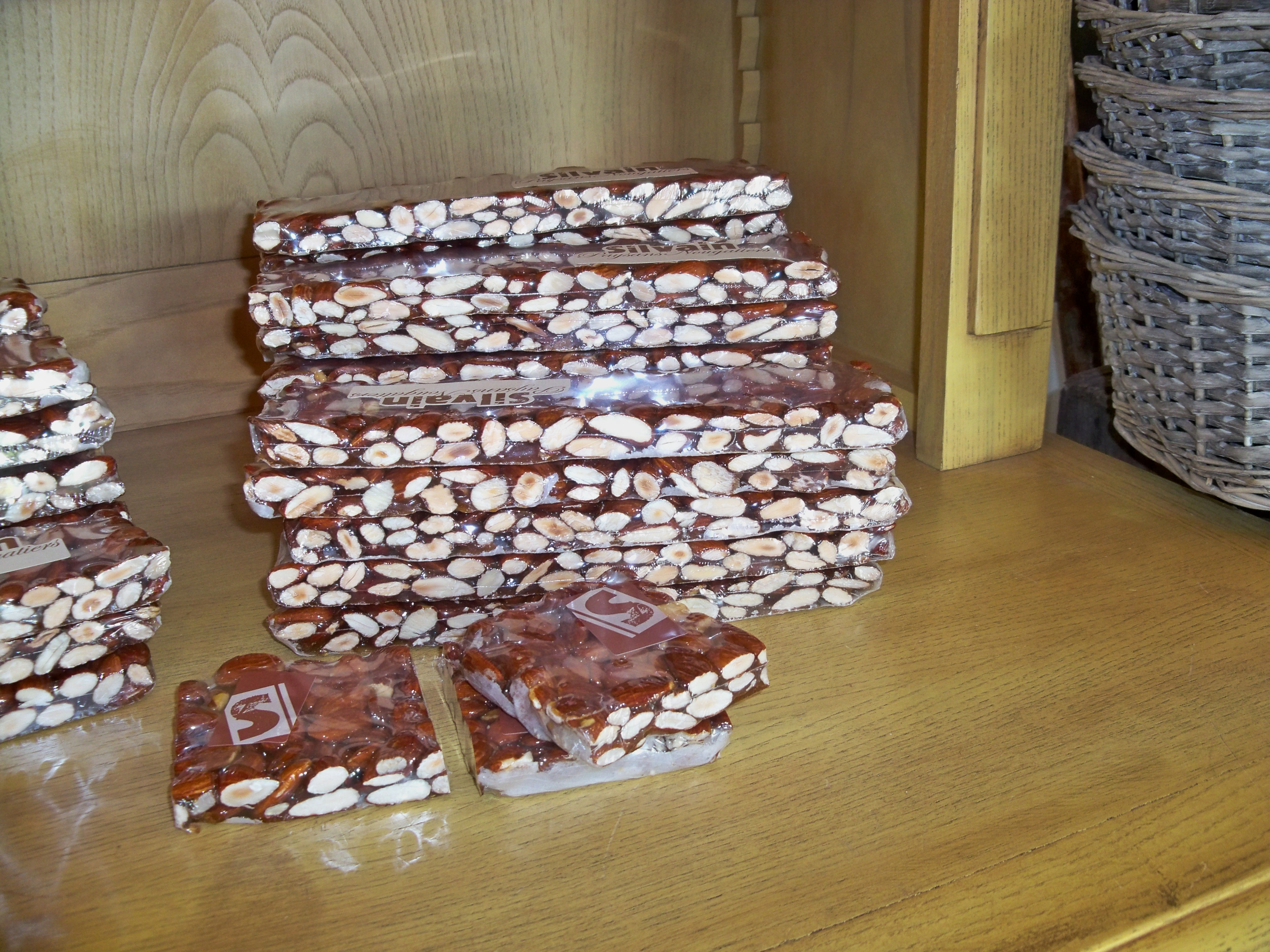
Nougat noir de Provence
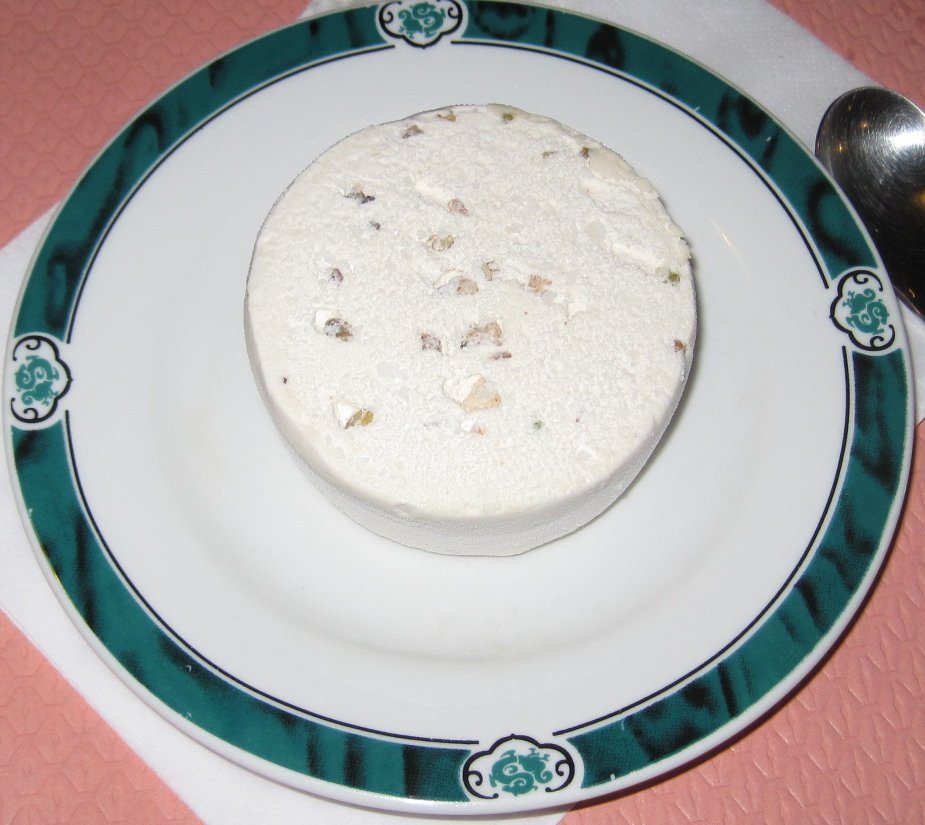
Nougat glacé
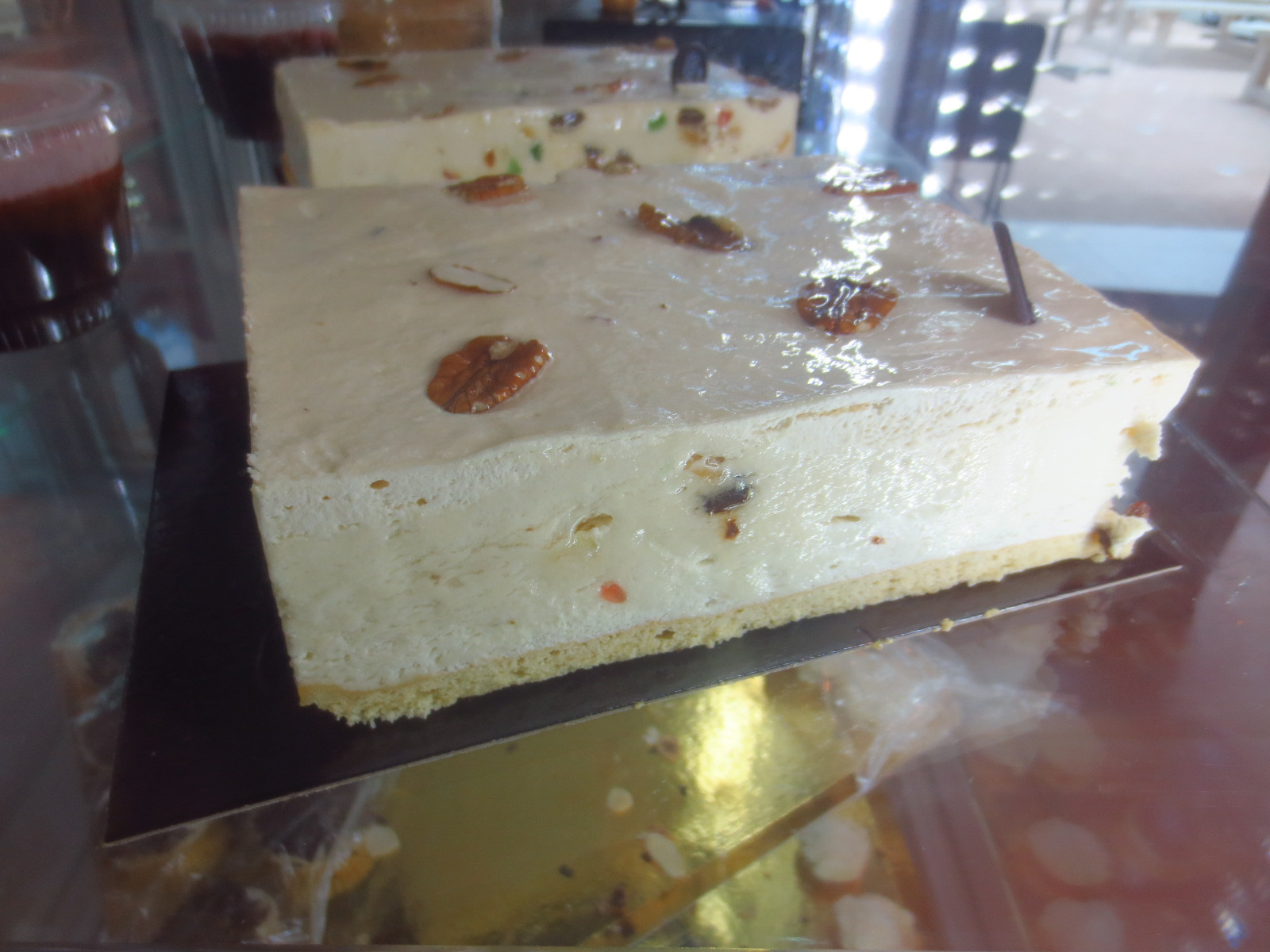
Entremets au nougat